# St. Pierre, Montana
St. Pierre är en ort i Hill County, Montana, USA.